# G7-Gipfel in Tokio 1979
Der G7-Gipfel in Tokio 1979 wurde am 28. und 29. Juni 1979 in Tokio (Japan) abgehalten. Hierbei wurde eine gemeinsame Erklärung über Flugzeugentführungen und die Besondere Erklärung über die Indochina-Flüchtlinge veröffentlicht.
Konferenzort war das Geihinkan im Stadtteil Moto-Akasaka von Minato.

## Teilnehmer
- Bundesrepublik Deutschland – Helmut Schmidt
- Frankreich – Valéry Giscard d’Estaing
- Italien – Giulio Andreotti
- Japan – Masayoshi Ohira
- Kanada – Joe Clark
- Vereinigte Staaten – Jimmy Carter
- Vereinigtes Königreich – Margaret Thatcher

Die Europäische Gemeinschaft wurde von Roy Jenkins vertreten.

## Nachweise
1. ↑  Verlautbarung über Flugzeugentführungen (PDF)
2. ↑  Besondere Erklärung über die Indochina-Flüchtlinge (PDF; 535 kB)
3. ↑  Delegationen (Universität Toronto, Engl.)